# 21st Space Wing

Copertura dei radar Pave PAWS e UEWR

Il 21st Space Wing è stato uno stormo di allerta e sorveglianza spaziale della United States Space Force, inquadrato nello United States Space Command. Il suo quartier generale era situato presso la Peterson Space Force Base, in Colorado.

## Organizzazione
Fino al 24 maggio 2020, esso controllava:
- 21st Operations Group
  - 21st Operations Support Squadron
  -  6th Space Warning Squadron, distaccato presso la Cape Cod Air Force Station, Massachusetts, utilizza i radar Pave PAWS per la sorveglianza della costa orientale degli Stati Uniti
  -  7th Space Warning Squadron, distaccato presso la Beale Air Force Base, California, utilizza i radar Pave PAWS per la sorveglianza della costa occidentale degli Stati Uniti
  -  10th Space Warning Squadron, distaccato presso la Cavalier Air Force Station, Dakota del Nord, utilizza il radar PARCS fornendo dati al NORAD e allo USSTRATCOM
  -  12th Space Warning Squadron, distaccato presso la Thule Air Base, in Groenlandia, primo sito del Balistic Missile Early Warning System (BMEWS), utilizza il Radar UEWR come allerta precoce contro i missili balistici intercontinentali
  -  13th Space Warning Squadron, distaccato presso la Clear Air Force Station, Alaska, secondo sito del BMEWS, utilizza il Radar UEWR come allerta precoce contro i missili balistici intercontinentali
  - RAF Fylingdales, Gran Bretagna, è il terzo sito del BMEWS, dove è situato il Radar UEWR come allerta precoce contro i missili balistici intercontinentali
  -  4th Space Control Squadron, effettua il controllo spaziale per lo STRATCOM e i comandi combattenti
  -  16th Space Control Squadron, protegge le comunicazioni satellitari. All'unità è associato il 19th Space Operations Squadron, 310th Space Wing
  -  18th Space Control Squadron, distaccato presso la Vandenberg Air Force Base, California, fornisce informazioni sui rientri nell'atmosfera terrestre di oggetti spaziali
  -  20th Space Control Squadron, utilizza una rete di sistemi per l'identificazione di oggetti in prossimità della terra o nello spazio profondo 
    - Detachment 1, White Sands Missile Range, Nuovo Messico, utilizza Telescopi GEODSS per identificare oggetti spaziali
    - Detachment 2, Diego Garcia, utilizza Telescopi GEODSS per identificare oggetti spaziali
    - Detachment 3, Maui, Hawaii, utilizza Telescopi GEODSS per identificare oggetti spaziali
- 821st Air Base Group, Thule Air Base, Groenlandia
  - 821st Support Squadron
  - 821st Security Forces Squadron
  - Det.1 23rd Space Operations Squadron
- 21st Medical Group
  - 21st Aero Medical Squadron
  - 21st Dental Squadron
  - 21st Medical Operations Squadron
  - 21st Medical Support Squadron
- 21st Mission Support Group
  - 21st Civil Engineer Squadron
  - 21st Communications Squadron
  - 21st Contracting Squadron
  - 21st Logistics Readiness Squadron
  - 21st Force Support Squadron
  - 21st Security Forces Squadron
- 721st Mission Support Group
  - 721st Communications Squadron
  - 721st Security Forces Squadron
  - 721st Civil Engineer Squadron
  - 721st Test Control Division